# Lyman Hine
Lyman Northrop Hine (22. juni 1888 i Brooklyn - 5. marts 1930 i Paris) var en amerikansk sportsudøver som deltog i Vinter-OL 1928 i St. Moritz.
Hine vandt en sølvmedalje i bobslæde under Vinter-OL 1928 i St. Moritz. Han var med på den amerikanske femmandsbobslæde som kom på en andenplads bag et andet amerikansk hold.
Han blev dræbt i en bilulykke i Paris.